# H.Hunasavalli, Hosanagara
H.Hunasavalli là một làng thuộc tehsil Hosanagara, huyện Shimoga, bang Karnataka, Ấn Độ.